# نيكو بينست
نيكو بينست (20 مايو 1992 في بلجيكا - ) هو لاعب كرة قدم بلجيكي في مركز الهجوم. لعب مع رويال أنتويرب.

## وصلات خارجية
- نيكو بينست على موقع قاعدة بيانات كرة القدم.إي يو (الإنجليزية)
- نيكو بينست على موقع Soccerway.com (الإنجليزية)